# Tour Trinity
Tour Trinity – wieżowiec w Paryżu, we Francji, w dzielnicy La Défense, o wysokości 167 m i powierzchni 49 tys. m². Liczy 33 kondygnacje.
Wieżowiec zaprojektowała firma architektoniczna Cro & Co Architecture, kierowana przez architekta Jean-Luca Crochona.
Rdzeń Trinity jest przesunięty na elewacji i ozdobiony panoramicznymi windami. Zadrzewione tarasy, loggie i balkony są dostępne na całej wysokości wieży. Budynek wyposażony jest także w otwory przednie, które umożliwiają swobodny dostęp powietrza na wszystkich elewacjach oraz fasady bioklimatyczne optymalizujące dopływ naturalnego światła. Minimalna wolna wysokość na wszystkich piętrach wynosi 2,8 m.